# Športski nogometni klub Slavonija
Lo Športski nogometni klub Slavonija (club calcistico sportivo Slavonija), conosciuto semplicemente come Slavonija Požega, è una squadra di calcio di Požega, una città nella regione di Požega e della Slavonia in Croazia.

## Storia
Il club viene fondato come polisportiva nel 1946, su iniziativa di Đ. Karana, col nome di Sportsko društvo Jedinstvo. Il campo di gioco è vicino alla fonderia, ma nel 1954 si comincia ad utilizzare l'"Igralište kraj Orljave" in centro città. Nel 1959 la società Jedinstvo abbandona la Slavonia, quindi i calciatori rimasti continuano l'attività come Zvečevo (dal nome di una fabbrica, poi chiusa nel 1971), e nel 1964 si fonde con i concittadini del Radnički (club nato nel 1954) a formare lo Slavonija. Il primo presidente dello Slavonija è l'avvocato di Požega, il dott. B. Navratil, mentre come allenatori vengono scelti J. Patoč e J. Berta. Nel 1978 (con allenatore D. Krizmanić) riesce a raggiungere la Hrvatska liga, massima divisione per squadre della sola Croazia, terzo livello calcistico della Jugoslavia. Dopo l'indipendenza della Croazia, il massimo risultato è il raggiungimento della Prva HNL nel biennio 1995–1997 sotto la presidenza di V. Zec.

## Strutture

### Stadio
Lo Slavonija disputa le partite casalinghe al Gradski stadion (stadio cittadino) detto anche Stadion kraj Orljave (stadio vicino all'Orljava, il fiume che bagna Požega), un impianto da 4000 posti.. È stato inaugurato nel 1954 con una amichevole contro i serbi del Mačva Šabac.

## Palmarès

### Competizioni nazionali
- Druga hrvatska nogometna liga: 1

1994-1995 (girone Est)

### Competizioni regionali
- Treća nogometna liga: 1

2022-2023 (girone Est)

## Tifoseria
I tifosi più accesi dello Slavonija sono i Tornado s Orljave (tornado dell'Orljava).